# Бишоф, Эрих
Освальд Эрих Бишоф (30 июля 1865, Гёрлиц — 14 января 1936, Лейпциг) — германский гебраист и ориенталист, антисемит.
Имел учёную степень доктора философии. Был крупным специалистом в области изучения Талмуда, языка идиш и каббалы. Он также занимался изучением Корана, буддизма, роли алхимии и нумерологии в исламе и иудаизме. В последние годы жизни активно выступал как антисемитский деятель, сотрудничал с НСДАП.

## Избранная библиография
- «Ein jüdisch-deutsches Leben Jesu» (Лейпциг, 1895);
- «Kritische Geschichte der Talmud- Uebersetzungen aller Zeiten und Zungen» (Франкфурт-на-Mайне, 1899);
- «Kabbalah. Einführung in die jüdische Geheimnisswissenschaften» (1903);
- «Die Kamarilla am preussischen Hofe» (Лейпциг, 1899),
- «Die Elemente der Kabbalah» (1913),
- «Die Mystik und Magie der Zahlen (arithmetische Kabbalah)» (1920).